# Перейра, Тьяго (пловец)
Тьяго Мачадо Вилела Перейра (порт. Thiago Machado Vilela Pereira; род. 26 января 1986 года, Волта-Редонда, Бразилия) — бразильский пловец, специализирующийся в плавании кролем и комплексом. Серебряный призёр Олимпийских игр 2012 года.

## Биография
Родился в городе Волта-Редонда, Бразилия. Впервые стал известен после чемпионата мира по водным видам спорта 2003 года в Барселоне. Плыл на дистанциях 200 метров брассом, 200 и 400 метров комплексом. На дистанции 200 метров брассом в первом раунде, проплыв за 2 минуты и 16,44 секунды, занял 25 место и закончил выступления. На дистанции 200 метров комплексом в первом раунде, проплыв за 2 минуты и 02,67 секунды, занял 18 место и закончил выступления. На дистанции 400 метров комплексом в первом раунде, проплыв за 4 минуты и 25,32 секунды, занял 24 место и выбыл из соревнований.
Участник Летних Олимпийских игр 2004 года в Афинах. Плыл на дистанциях 200 и 400 метров комплексом. На дистанции 200 метров в первом раунде, проплыв за 2 минуты и 01,12 секунды, занял 5 место и вышел в полуфинал. В полуфинале, проплыв за 2 минуты и 00,07 секунды, занял 4 место и вышел в финал. В финале проплыл за 2 минуты и 00,11 секунды, таким образом занял 5 место. На дистанции 400 метров в первом раунде, проплыв за 4 минуты и 22,06 секунды, занял 17 место и закончил соревнования.
Участник чемпионата мира по водным видам спорта 2007 года в Мельбурне. Плыл на дистанциях 200 и 400 метров комплексом и на дистанции 100 метров на спине. На дистанции 200 метров комплексом в первом раунде, проплыв за 1 минуту и 59,39 секунды, занял 3 место и вышел в полуфинал. В полуфинале, проплыв за 1 минуту и 58,65 секунды, занял 3 место и вышел в финал. В финале проплыл за 1 минуту и 58,98 секунды, таким образом занял 4 место. На дистанции 400 метров комплексом был дисквалифицирован. На дистанции 100 метров на спине в первом раунде, проплыв за 55,44 секунды, занял 13 место и вышел в полуфинал. В полуфинале, проплыв за 55,30 секунды, занял 12 место и закончил соревнования.
Участник Летних Олимпийских игр 2008 года в Пекине. Плыл на дистанциях 200, 400 метров комплексом и на дистанции 200 метров брассом. На дистанции 200 метров комплексом в первом раунде, проплыв за 1 минуту и 58,41 секунды, занял 3 место и вышел в полуфинал. В полуфинале, проплыв за 1 минуту и 58,06 секунды, занял 3 место и вышел в финал. В финале проплыл за 1 минуту и 58,14 секунды, таким образом занял 4 место. На дистанции 400 метров комплексом в первом раунде, проплыв за 4 минуты и 11,74 секунды, занял 8 место и вышел в финал. В финале проплыл за 4 минуты и 15,40 секунды, таким образом занял 8 место. На дистанции 200 метров брассом в первом раунде, проплыв за 2 минуты и 11,40 секунды, занял 19 место и выбыл из соревнований.
Участник чемпионата мира по водным видам спорта 2009 года в Риме. Плыл на дистанциях 200 и 400 метров комплексом. На дистанции 200 метров в первом раунде, проплыв за 1 минуту и 57,66 секунды, занял 3 место и установил рекорд Южной Америки. В полуфинале, проплыв за 1 минуту и 57,35 секунды, занял 6 место и установил новый рекорд Южной Америки. В финале проплыл за 1 минуту и 55,55 секунды, таким образом занял 4 место и побил свой же рекорд Южной Америки. На дистанции 400 метров в первом раунде, проплыв за 4 минуты и 13,05 секунды, занял 8 место и вышел в финал . В финале проплыл за 4 минуты и 08,86 секунды, таким образом занял 4 место и установил рекорд Южной Америки .
Участник чемпионата мира по водным видам спорта 2011 года в Шанхае. Плыл на дистанциях 100 метров на спине, 200 и 400 метров комплексом. На дистанции 200 метров комплексом в первом раунде, проплыв за 1 минуту и 57,82 секунды, занял 1 место и вышел в полуфинал. В полуфинале, проплыв за 1 минуту и 58,27 секунды, занял 5 место и вышел в финал. В финале проплыл за 1 минуту и 59,00 секунд, таким образом занял 6 место. На дистанции 400 метров комплексом в первом раунде не вышел на старт. На дистанции 100 метров на спине в первом раунде, проплыв за 54,47 секунды, занял 18 место и закончил соревнования.
Участник Летних Олимпийских игр 2012 года в Лондоне. Плыл на дистанциях 200 и 400 метров комплексом. На дистанции 200 метров в первом раунде, проплыв за 1 минуту и 58,31 секунды, занял 5 место и вышел в полуфинал. В полуфинале, проплыв за 1 минуту и 57,45 секунды, занял 4 место и вышел в финал. В финале проплыл за 1 минуту и 56,74 секунды, таким образом занял 4 место. на дистанции 400 метров в первом раунде, проплыв за 4 минуты и 12,39 секунды, занял 4 место и вышел в финал. В финале проплыл за 4 минуты и 08,86 секунды, таким образом завоевал серебряную медаль и установил рекорд Южной Америки, уступил Райану Лохте.
Участник чемпионата мира по водным видам спорта 2013 года в Барселоне. Плыл на дистанциях 200 и 400 метров комплексом, и на дистанции 100 метров баттерфляем. На дистанции 200 метров комплексом в первом раунде, проплыв за 1 минуту и 58,54 секунды, занял 6 место и вышел в полуфинал. В полуфинале, проплыв за 1 минуту и 57,52 секунды, занял 4 место и вышел в финал. В финале проплыл за 1 минуту и 56,30 секунды, таким образом завоевал бронзовую медаль. На дистанции 400 метров комплексом в первом раунде, проплыв за 4 минуты и 15,81 секунды, занял 8 место и вышел в финал. В финале проплыл за 4 минуты и 09,48 секунды, таким образом завоевал вторую бронзовую медаль чемпионатов мира. На дистанции 100 метров баттерфляем в первом раунде, проплыв за 52,23 секунды, занял 12 место и вышел в полуфинал. В полуфинале, проплыв за 52,43 секунды, занял 15 место и закончил соревнования.
Участник чемпионата мира по водным видам спорта 2015 года в Казани. Плыл на дистанциях 200 и 400 метров комплексом, и на дистанции 100 метров баттерфляем. На дистанции 200 метров комплексом в первом раунде, проплыв за 1 минуту и 59,18 секунды, занял 8 место и вышел в полуфинал. В полуфинале, проплыв за 1 минуту и 57,33 секунды, занял 3 место и вышел в финал. В финале проплыл за 1 минуту и 56,65 секунды, таким образом завоевал серебряную медаль, уступив американцу Райану Лохте. На дистанции 400 метров комплексом и 100 метров баттерфляем не вышел.